# Anaplectoides inexpectata
Anaplectoides inexpectata är en fjärilsart som beskrevs av Wolfgang Dierl 1983. Anaplectoides inexpectata ingår i släktet Anaplectoides och familjen nattflyn. Inga underarter finns listade i Catalogue of Life.